# Liste der Monuments historiques in Plougoulm
Die Liste der Monuments historiques in Plougoulm führt die Monuments historiques in der französischen Gemeinde Plougoulm auf.

## Liste der Bauwerke
| Bezeichnung           | Beschreibung | Standort          | Kennzeichnung | Schutzstatus | Datum | Bild           |
| --------------------- | ------------ | ----------------- | ------------- | ------------ | ----- | -------------- |
| Friedhof mit Calvaire |              | (Lage)            | PA00090245    | Inscrit      | 1970  | weitere Bilder |
| Stele Kroaz-Méan      |              | (Lage)            | PA00090246    | Inscrit      | 1972  |                |
| Mühle                 |              | Ramblouc’h (Lage) | PA29000018    | Inscrit      | 1997  | weitere Bilder |

## Liste der Objekte
- Monuments historiques (Objekte) in Plougoulm in der Base Palissy des französischen Kultusministerium